# Valras-Plage

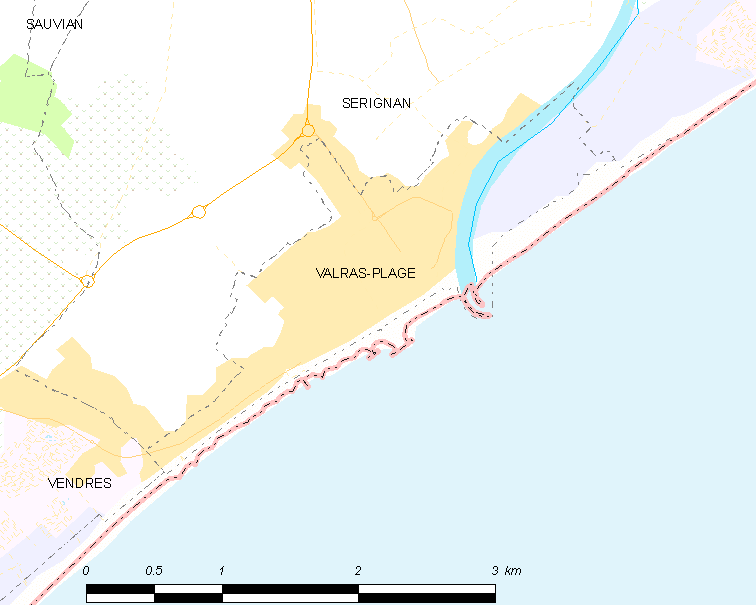
Mapa

 Valras-Plage  es una población y comuna francesa, situada en la región de Occitania, departamento de Hérault, en el distrito de Béziers y cantón de Béziers-1.
Creada en 1931 a partir de Sérignan.

## Demografía
| ...                       | ... | ... | ... | ... | ... | ... | ... | ... | ... | ... | ... | ... | ... | ... | ... | ... | ... | ... | ... | ... | ... | ... | 974 | 1 161 | 1 118 | 1 485 | 1 698 | 2 190 | 2 539 | 2 588 | 3 043 | 3 625 | 4 391 |
| (Fuente: Cassini e INSEE) |     |     |     |     |     |     |     |     |     |     |     |     |     |     |     |     |     |     |     |     |     |     |     |       |       |       |       |       |       |       |       |       |       |